# Planckteleskopet

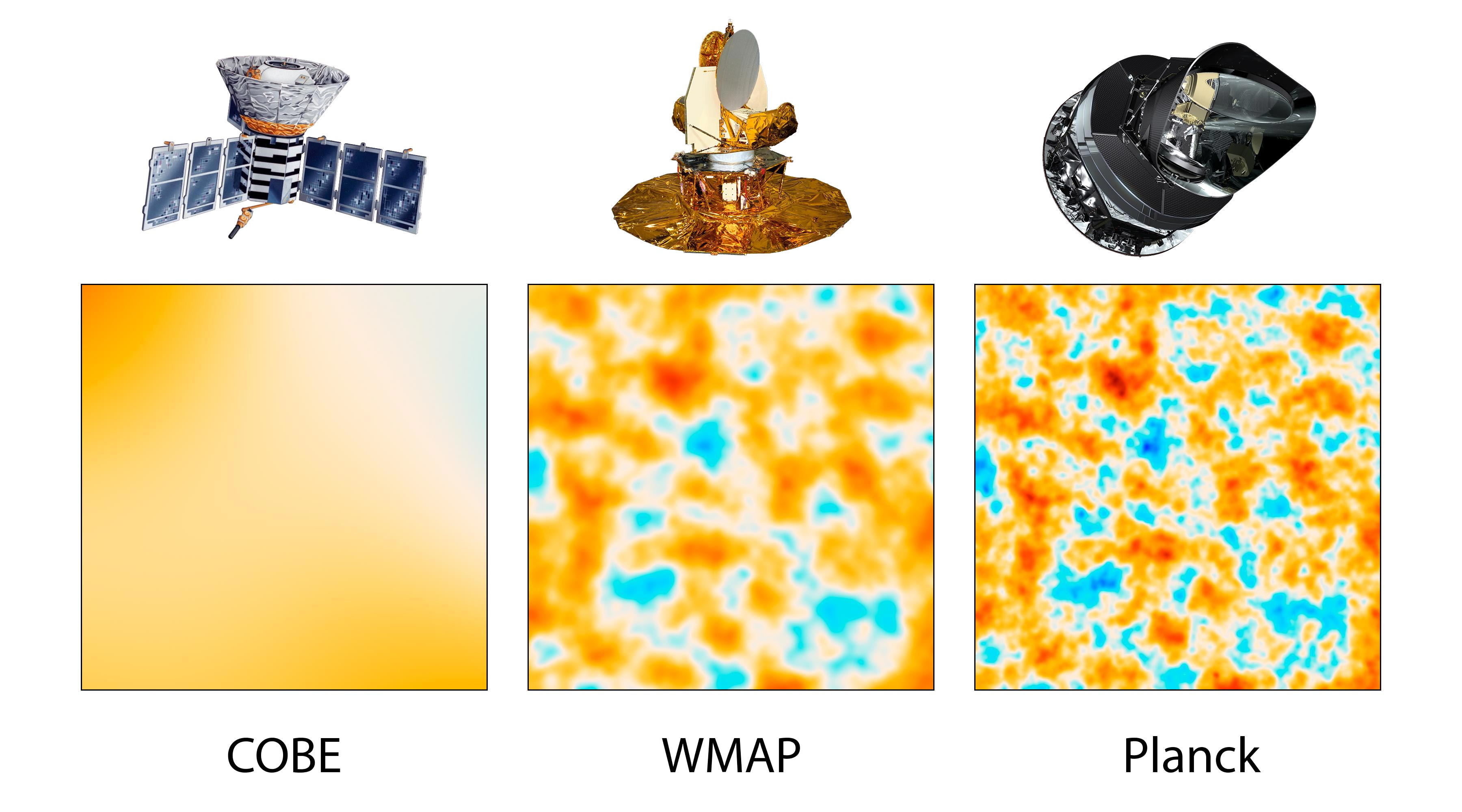
Jämförelse av CMB-resultat från COBE, WMAP och Planck

Planckteleskopet, Planck Surveyor, är ett av ESA utvecklat rymdteleskop, som skall utforska den kosmiska bakgrundsstrålningen, CMB. Det skickades upp den 14 maj 2009 tillsammans med Herschelteleskopet med hjälp av en Ariane 5-raket, från Centre Spatial Guyanais.
Teleskopet är uppkallat efter den tyske fysikern och nobelpristagaren Max Planck.

## Resultat
Planck påbörjade sin First All-Sky Survey den 13 augusti 2009 med preliminära mätningar för att kontrollera utrustningen, vilka visade god funktion. Sedan dess har data och bilder publicerats vid flera tillfällen.
Den 5 juli 2010 kom dess första bild över hela himlen. Det första offentliga vetenskapliga resultatet från Planck är katalogen över punktkällor Early-Release Compact-Source Catalogue, som släpptes på Planck-konferensen januari 2011 i Paris.
Den 21 mars 2013 tillkännagav den europaledda forskargruppen bakom Planckteleskopets karta över den kosmiska bakgrundsstrålningen. Teleskopets mätningar av bakgrundsstrålningens småskaliga ojämnheter stämmer väl överens med den kosmologiska standardmodellen och de enklaste inflationsteorierna.